# 梁恩维
梁恩维（1967年11月—），男，壮族，广西上思人，中国天体物理学家，广西大学物理科学与工程技术学院院长、教授，长江学者特聘教授。研究领域为伽玛射线暴等。

## 生平
1990年毕业于广西师范大学物理学专业，获学士学位。1993年毕业于广西大学理论物理专业，获硕士学位。2000年起在广西大学任教，任理学院副院长。2002年毕业于中国科学院云南天文台，获博士学位。
2012年被聘为广西壮族自治区人民政府参事。